# 16770 Angkor Wat
16770 Angkor Wat è un asteroide della fascia principale. Scoperto nel 1996, presenta un'orbita caratterizzata da un semiasse maggiore pari a 2,7504068 UA e da un'eccentricità di 0,0066350, inclinata di 4,80990° rispetto all'eclittica.
L'asteroide era stato inizialmente battezzato 16770 Angkorwat per poi essere corretto nella denominazione attuale.
L'asteroide è dedicato all'omonimo tempio khmer in Cambogia.